# 伊萬霍羅德 (普里盧基區)
51°1′53″N 32°27′54″E / 51.03139°N 32.46500°E

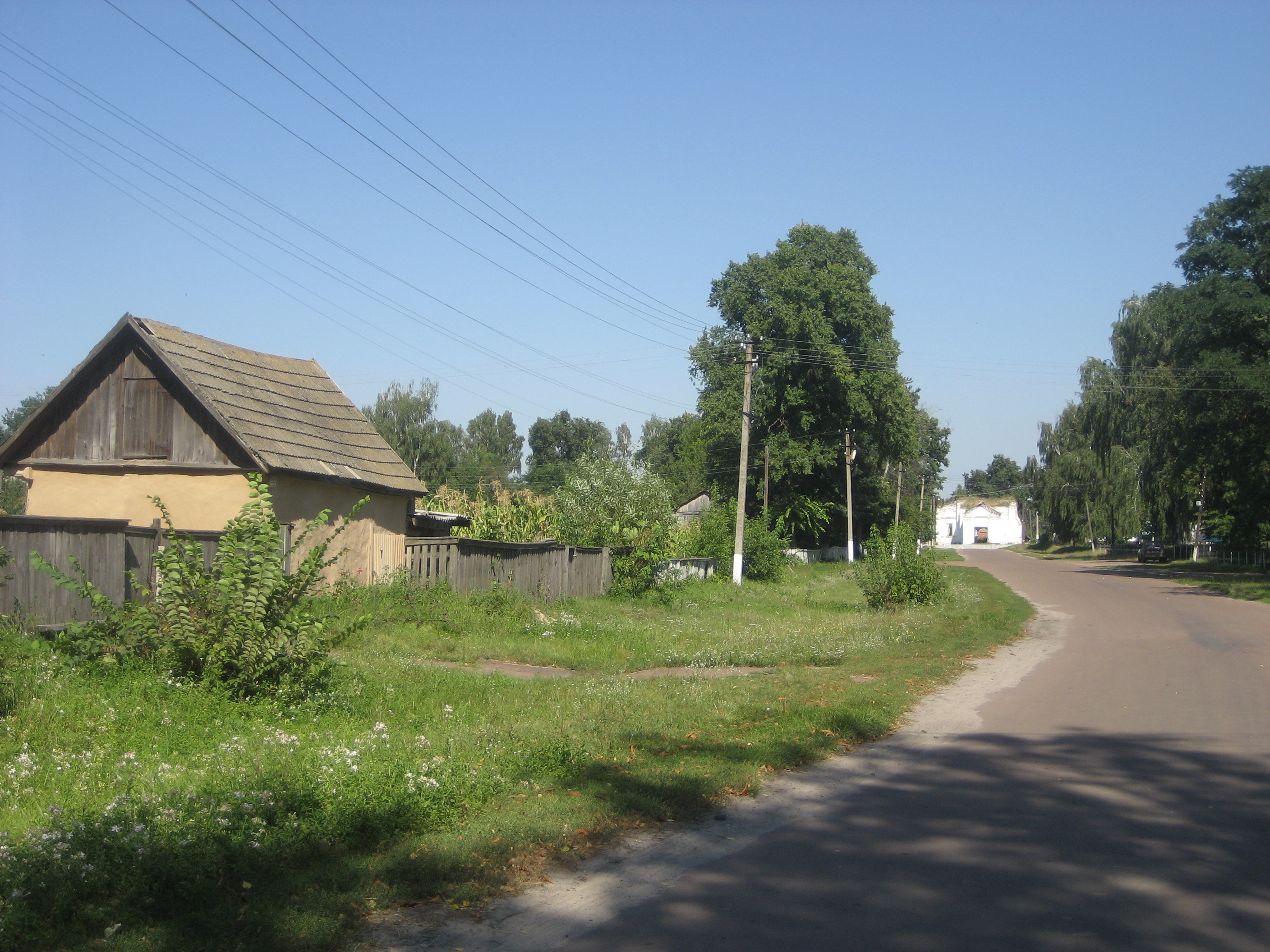

伊萬霍羅德（烏克蘭語：Івангород）是烏克蘭北部切爾尼戈夫州普里盧基區的村庄。始建於1600年，面積79.4平方公里，海拔高度132米，2006年人口1,137，人口密度每平方公里14.3人。

## 外部連結
- Историческая информация о местечке Ивангород （页面存档备份，存于） （俄文）